# Мерулієві
Мерулієві (Meruliaceae) — родина базидіомікотових грибів порядку поліпоральних (Polyporales). Містить 645 видів у 47 родах.

## Опис
Плодові тіла розпростерті (кортиціоїдні) або підняті (поліпороїдні), у деяких видів з добре розвиненою шапинкою, м'які, однорічні. Поверхня плодових тіл може бути гладкою або опушені, забарвлена в білуваті або бурі тони. Гіфальна система у переважної більшості видів мономітична, однак відомі представники і з димітичною системою, гіфи зазвичай з пряжками. Часто є цистиди.
Гіменофор гладкий, шипуватий, складчастий або слабо розвинений трубчастий. Спори від еліптичних до циліндричних, білі, неамілоїдні, зібрані по 2-4 на вузьких базидіях.

## Роди
- Abortiporus Murrill (1904) — 3 види
- Amaurohydnum Jülich (1978) — 1 вид
- Amauromyces Jülich (1978) — 1 вид
- Aquascypha D.A.Reid (1965) — 1 вид
- Aurantiopileus Ginns, D.L.Lindner & T.J.Baroni (2010)[2]
- Aurantiporus Murrill (1905) — 5 видів
- Bjerkandera P.Karst. (1879) — 7 видів
- Bulbillomyces Jülich (1974) — 1 вид
- Cerocorticium Henn. (1900) — 7 видів
- Chrysoderma Boidin & Gilles (1991) — 1 вид
- Climacodon P.Karst. (1881) — 7 видів
- Columnodontia Jülich (1979) — 1 вид
- Conohypha Jülich (1975) — 2 види
- Coralloderma D.A.Reid (1965) — 3 види
- Crustoderma Parmasto (1968) — 18 видів
- Crustodontia Hjortstam & Ryvarden (2005) — 1 вид
- Cyanodontia Hjortstam (1987) — 1 вид
- Cymatoderma Jungh. (1840) — 1 вид
- Diacanthodes Singer (1945) — 3 види
- Elaphroporia Z.Q.Wu & C.L.Zhao (2018)[3] — 1 вид
- Gyrophanopsis Jülich (1979) — 2 види
- Hydnophlebia Parmasto (1967)– 2 види
- Hyphoderma Wallr. (1833) — 104 види
- Hyphodontiastra Hjortstam (1999) — 1 вид
- Hypochnicium J.Erikss. (1958) — 35 видів
- Lilaceophlebia (Parmasto) Spirin & Zmitr. (2004) — 3 види
- Luteoporia F.Wu, Jia J.Chen & S.H.He (2016)[4] — 1 вид
- Merulius Fr. (1821) — 2 види
- Mycoacia Donk (1931) — 17 видів
- Mycoaciella J.Erikss. & Ryvarden (1978) — 5 видів
- Mycoleptodonoides Nikol. (1952) — 6 видів
- Niemelaea Zmitr., Ezhov & Khimich (2015)[5] — 3 види
- Odoria V.Papp & Dima (2018)[6] — 1 вид
- Phlebia Fr. (1821) — 89 видів
- Phlebiporia Jia J.Chen, B.K.Cui & Y.C.Dai (2014)[7] — 1 вид
- Pirex Hjortstam & Ryvarden (1985) — 1 вид
- Podoscypha Pat. (1900) — 39 видів
- Radulodon Ryvarden (1972) — 11 видів
- Sarcodontia Schulzer (1866) — 6 видів
- Scopuloides (Massee) Höhn. & Litsch. (1908) — 5 видів
- Stegiacantha Maas Geest. (1966) — 1 вид
- Uncobasidium Hjortstam & Ryvarden (1978) — 2 види